# イーミントラウト (小惑星)
イーミントラウト (773 Irmintraud) は小惑星帯のD型小惑星である。ハイデルベルクでフランツ・カイザーが発見した。
ドイツの古い歌やサガに頻繁に登場する女性に因んで命名された。
1992年にラリー・レボフスキー (Larry A. Lebofsky) らによってスペクトル中に結晶水を示すバンドが発見され、D型小惑星として初めて表面に水が存在し、変性を受けている可能性が示された。
2000年1月18日にカナダに落下したタギシュ・レイク隕石の起源と考えられている。
2006年1月に日本で掩蔽が観測されており、その結果から従来の推定よりやや大きい可能性が指摘された。